# Domingo Perurena
Domingo Perurena Telletxea (ur. 15 grudnia 1943 w miejscowości Astigarraga, zm. 8 czerwca 2023) – hiszpański kolarz szosowy i torowy pochodzenia baskijskiego, srebrny medalista szosowych mistrzostw świata.

## Kariera
Największy sukces w karierze Domingo Perurena osiągnął w 1965 roku, kiedy wspólnie z Venturą Díazem, José Manuelem Lasą i José Manuelem Lópezem zdobył srebrny medal w drużynowej jeździe na czas na szosowych mistrzostwach świata w San Sebastián. Był to jednak jedyny medal wywalczony przez niego na międzynarodowej imprezie tej rangi. Na tych samych mistrzostwach zajął także jedenaste miejsce w wyścigu ze startu wspólnego amatorów. Jako zawodowiec był piąty mistrzostwach świata w San Cristóbal w 1977 roku i ósmy na rozgrywanych trzy lata wcześniej mistrzostwach świata w Montrealu. Ponadto w 1966 roku wygrał Subida al Naranco, w 1967 roku wygrał Semana Catalana de Ciclismo, w latach 1969 i 1975 wygrywał Clásica de Sabiñánigo, w latach 1969, 1970 i 1972 zwyciężał w Gran Premio de Llodio, w 1971 roku wygrał Klasika Primavera, w latach 1971-72 zwyciężał w Prueba Villafranca de Ordizia, w 1973 roku był najlepszy w Volta Ciclista a Catalunya i Gran Premio Navarra, a pięć lat później wygrał Klasika Primavera. Wielokrotnie startował w Vuelta a España, najlepszy wynik osiągając w 1975 roku, kiedy wygrał jeden etap, a w klasyfikacji generalnej był drugi. Łącznie wygrał 12 etapów, a w 1966 roku był drugi w klasyfikacji górskiej. Wygrał też dwa etapy Giro d'Italia, zajmując między innymi 34. pozycję w klasyfikacji generalnej. W 1974 roku wygrał klasyfikację górską Tour de France, a w 1966 roku był osiemnasty w klasyfikacji generalnej. Startował także w kolarstwie torowym, ale bez większych sukcesów. Nigdy nie wystąpił na igrzyskach olimpijskich. Jako zawodowiec startował w latach 1966-1979.